# بطولة العالم لسباق الدراجات على الطريق 2007
بطولة العالم لسباق الدراجات على الطريق 2007 هي الدورة ال80 من بطولة العالم لسباق الدراجات على الطريق، أجريت في شتوتغارت، ألمانيا.

## النتائج النهائية
| المسابقة              | ذهبية                          | فضية                                 | برونزية                              |
| --------------------- | ------------------------------ | ------------------------------------ | ------------------------------------ |
| الرجال                |                                |                                      |                                      |
| سباق الطريق ضد الساعة | باولو بتيني (إيطاليا)          | ألكسندر كولوبنيف (روسيا)             | ستيفان شوماخر (ألمانيا)              |
| سباق الطريق المداري   | فابيان كانسيليرا (سويسرا)      | لازلو بودروجي (المجر)                | ستيف كليمنت (هولندا)                 |
| السيدات               |                                |                                      |                                      |
| سباق الطريق ضد الساعة | هانكا كبفرناجيل (ألمانيا)      | كريستين ارمسترونغ (الولايات المتحدة) | كريستيان سويدر (النمسا)              |
| سباق الطريق المداري   | مارتا باستيانيلي (إيطاليا)     | ماريان فوس (هولندا)                  | جورجيا برونزيني (إيطاليا)            |
| رجال أقل من 23 سنة    |                                |                                      |                                      |
| سباق الطريق المداري   | بيتر فيليس (سلوفاكيا)          | ويسلي سولزبيرجر (أستراليا)           | جوناثان بيليس (المملكة المتحدة)      |
| سباق الطريق ضد الساعة | لارس بوم (هولندا)              | ميخائيل إيغناتيف (روسيا)             | جيروم كوبل (فرنسا)                   |
| شبان                  |                                |                                      |                                      |
| سباق الطريق المداري   | دييغو يليسي (إيطاليا)          | دانييلي راتو (إيطاليا)               | Elia Favilli ‏ (إيطاليا)              |
| سباق الطريق ضد الساعة | تايلور فيني (الولايات المتحدة) | جون ديجينكولب (ألمانيا)              | نيكيتا نوفيكوف (روسيا)               |
| شابات                 |                                |                                      |                                      |
| سباق الطريق المداري   | Eleonora Patuzzo ‏ (إيطاليا)    | تشيريز تايلور (جنوب أفريقيا)         | Valentina Scandolara ‏ (إيطاليا)      |
| سباق الطريق ضد الساعة | جوزي توميتش (أستراليا)         | فاليريا كونونينكو (أوكرانيا)         | Jerika Hutchinson (الولايات المتحدة) |